# Idioteque
Idioteque es la octava canción del álbum Kid A de Radiohead, editado en el año 2000. Lleno de ambientes y beats electrónicos, significó el alejamiento del grupo de la música rock. Sigue siendo, sin embargo, un favorito de los fanáticos especialmente en sus presentaciones en vivo. El vocalista Thom Yorke usualmente baila durante esta canción y el público lo acompaña con el verso "Ice age coming, ice age coming". Esta canción ha sido tocada en prácticamente todos los conciertos desde el 2001.
Mucha gente ha interpretado el título "Idioteque" como un híbrido de las palabras "idiot" (idiota) y "discotheque" (discoteca). Otros más creen que se trata de un sarcasmo de la palabra "idiotic", que se estructura casi idéntico.
En 2021, la revista Rolling Stone ubicó esta canción en el puesto número 48 en su lista de las 500 mejores canciones de todos los tiempos .

## Muestreos
La canción contiene dos muestreos acreditados de música experimental "de computadoras" de los años 70. La primera consiste en varios segundos de Mild und Leise, pieza de Paul Lansky y que forma la progresión de cuatro acordes que se repite a lo largo de toda la canción. "Mild und Leise" dura 18 minutos, pero el sector afectado por Radiohead se escucha solo una vez en la pieza original, durante un lapso muy breve. También se muestrea Short Piece de Arthur Krieger, aparentemente durante el break de batería. Ambas canciones fueron compiladas en el ahora extinto First Recordings — Electronic Music Winners de 1976, que se encontró Jonny Greenwood mientras trabajaba con la banda en Kid A.
Según Thom Yorke: "Idioteque no fue mi idea en lo más mínimo; fue de Jonny. Jonny me dio una cinta de audio digital que había grabado una tarde en el estudio... y, uhm, el DAT duraba como 50 minutos, y me senté a escuchar estos 50 minutos. Y algunas partes sólo eran (palabras confusas), pero había una sección de 40 segundos a la mitad que era absolutamente genial, así que sólo la corte y eso fue todo... [y después escribí la canción sobre eso]".
Paul Lansky aprobó el muestreo de Greenwood y escribió un ensayo sobre Idioteque que se puede encontrar en el libro The Music and Art of Radiohead. Aunque luego migró a otros estilos, su canción Mild und Leise fue una de las primeras piezas de música creadas completamente con una computadora. Cuando Lansky componía música electrónica en los 70s, se requerían meses de tiempo de procesamiento en supercomputadoras enormes solo para renderizar el sonido final. Hoy día Thom Yorke y Jonny Greenwood componen música en sus ordenadores portátiles, aun cuando se encuentran de gira, haciendo posible la creación de una canción electrónica en Cubase o ProTools, en cuestión de minutos. Lansky después hizo notar que aunque la canción de Radiohead se basó en un muestreo de su obra, la progresión de acordes de Mild und Leise que ellos usaron estaba basada a su vez en un leitmotiv de la ópera Tristán e Isolda de Richard Wagner. En la edición original del álbum, los créditos de la canción se le otorgaron a Radiohead con uno adicional para los muestreos usados. Para el lanzamiento de I Might Be Wrong se acreditó la canción a "Radiohead & Paul Lansky".

## Video
El video oficial muestra al grupo tocando la canción dentro de un estudio, sin embargo esta versión es diferente a la que se escucha en el álbum. A pesar de que hubo un video, no hubo un lanzamiento oficial de sencillo como tal.

## Letras e interpretación
Se ha creado confusión al respecto ya que las letras de las canciones no se imprimieron en el librillo del Kid A. Yorke no ha querido aceptar directamente que su música sea política y algunas veces ha negado que haya algún significado específico en su trabajo, más allá del que el escucha quiera oír. Muchas de las letras de "Idioteque" (así como las de la mayoría de las canciones del periodo) se escuchan diferentes en las presentaciones en vivo. Se dijo que las de "Idioteque" y otras del Kid A se formaron de frases en papeles que se sacaban de un sombrero, un método que pudo haber sido inspirado por el Dadaísmo. El resultado son intentos frustrados y fragmentados de los escuchas por la interpretación más allá de los temas generales.
Yorke no explica directamente sus letras, pero "Idioteque" ha sido descrita por otros como una canción apocalíptica, cuyas referencias son posiblemente los desastres naturales, la guerra y la ruptura tecnológica.
Muchos interpretan la letra de la canción como algo referente al cambio climático, un problema sobre el cual Yorke se ha expresado y que ha admitido que inspiró canciones subsecuentes como "Sail to the Moon" del 2003, o las de su álbum solista The Eraser.
Las letras "ice age coming" (era glacial próxima) se pueden comparar con el arte visual del Kid A, creado por Stanley Donwood y Yorke (apodado Tchock para este efecto). Las pinturas de Donwood reflejan una tierra de desechos cubierta por grandes hojas de hielo y nieve, mientras grandes llamas se expanden en bosques lejanos y osos modificados genéticamente y otras formas misteriosas toman control de la civilización.
Se crearon pequeños videos para promocionar la salida de Kid A. En ellos se mostraban osos polares o la figura de una calaca flotando en icebergs. Muchas playeras oficiales de Radiohead que fueron vendidas durante su gira del 2001 también tenían la imagen de un iceberg derritiéndose con las letras de la canción "This is really happening" (esto está sucediendo realmente) escritas debajo de ellos. Una edición especial del álbum empacada como un libro para niños, incluía estudios estadísticos sobre el derretimiento de los glaciares. Sin embargo, "ice age coming" se ha visto también como una posible referencia a The Clash y su disco London Calling, un gran favorito del grupo. La canción "London Calling" tiene la línea "Ice age is coming, the sun zooming in."
La canción empieza con las líneas: "who's in a bunker, who's in a bunker, women and children first..." (quién está en un búnker, quién está en un búnker, mujeres y niños primero...) Yorke no ha explicado esta referencia, pero ha dicho que otras canciones como "I Will" y "Sit Down. Stand Up" del 2003 hablan sobre civiles muertos por conflictos militares y genocidios ("I Will" había sido escrita originalmente antes de Kid A, sus letras también hacen referencia a un búnker, posiblemente basado en un incidente en que civiles iraquíes, incluyendo madres y niños, fueron asesinados por ataques aéreos en el escondite subterráeno Al Amiriyah en la Guerra del Golfo de 1991).
De acuerdo al artista Stanley Donwood, la portada del Kid A estuvo inspirada en la Guerra de Kosovo y el bombardeo a Yugoslavia en 1999. La edición especial del disco incluía un libro escrito por Donwood y Yorke en el que se hace referencia a las amenazas de ataques aéreos. Radiohead ha apoyado a la organización War Child, contribuyendo con canciones para sus compilaciones de caridad en 1995 y 2005.
También existen referencias a la tecnología y el paso acelerado del consumismo moderno a lo largo de las letras "mobiles chirping" (móviles sonando), "take the money, run" (toma el dinero, corre), "I'll laugh until my head comes off, I'll swallow till I burst" (me reiré hasta que se me caiga la cabeza, tragaré hasta que explote), "I have seen too much, I haven't seen enough" (He visto mucho, no he visto lo suficiente). El coro de la canción se escucha como ya sea "Here I'm alive, everything all of the time" (Aquí estoy vivo, todo el tiempo) o "Here I'm allowed everything all of the time" (Aquí tengo permiso de todo el tiempo).
Cerca del final de la canción, una línea que parece ser "the first of the children" (el primero de los niños) se canta repetidamente, en posible referencial al título del álbum Kid A. Sin embargo, cuando Yorke canta la canción en vivo esto varía entre "the(re's) fathers and the children" (los [hay] padres e hijos), "this one is to the children" y "this one is for the children" (esta va por/para los niños), probablemente en homenaje a su primer hijo Noah, que nació a principios de 2001, poco después del lanzamiento de "Idioteque".

## Trivia
- Las notas de sintetizador en Idioteque son muestreos de una canción que Paul Lansky escribió en 1973 en una computadora IBM de la Universidad de Princeton. Usaba síntesis de FM, técnica que había sido recientemente desarrollada en Stanford y que después se convirtió en la clave de la famosa serie de sintetizadores Yamaha DX.
- En las actuaciones en vivo, por ejemplo la de Saturday Night Live, Jonny Greenwood utiliza un sistema "RS8000 Integrator" de Analogue Systems, que se usa con un secuenciador analógico que recrea el sonido de batería frío y electrónico.
- Según la ficha del manga Bleach, de Kubo Tite, es la canción preferida de Ishida Uryu, uno de sus personajes.